# Praskolesy
Praskolesy – gmina w Czechach, w powiecie Beroun, w kraju środkowoczeskim. Według danych z dnia 1 stycznia 2013 liczyła 892 mieszkańców.
W miejscowości jest przystanek kolejowy Praskolesy.